# Нелис, Андре
Андре Нелис (фр. André Nelis, 29 октября 1935, Антверпен — 9 декабря 2012, Антверпен, Фламандский регион) — бельгийский яхтсмен, двукратный призёр Олимпийских игр.

## Спортивная карьера
Являлся одним из самых известных яхтсменов Бельгии. Выиграл две олимпийские медали в классе Финн: на летних Олимпийских играх 1956 в Мельбурне стал серебряным призёром, а через четыре года — на летних Олимпийских играх 1960 в Риме — бронзовым. В 1956 и 1961 гг. побеждал на чемпионатах мира (Finn Gold Cup), трижды был вторым призёром (1958, 1959, и 1960) и дважды — третьим (1957 и 1962).
В 1961 г. разработал свою собственную модель парусника — HVM Финн. По завершении спортивной карьеры с успехом занимался созданием парусных судов. В 1984 г. во время пожара потерял свои олимпийские медали, дубликаты которых были восстановлены в 2009 г. при поддержке его друга и спортивного соперника президента МОК Жака Рогге.